# NGC 2271
NGC 2271 је елиптична галаксија у сазвежђу Велики пас која се налази на NGC листи објеката дубоког неба.
Деклинација објекта је - 23° 28' 33" а ректасцензија 6h 42m 52,9s. Привидна величина (магнитуда) објекта NGC 2271 износи 12,0 а фотографска магнитуда 13,0. Налази се на удаљености од 31,600 милиона парсека од Сунца. NGC 2271 је још познат и под ознакама ESO 490-34, MCG -4-16-17, PGC 19476.